# Louis Wethli
Louis Wethli (* 16. Oktober 1842 in Zürich; † 21. Februar 1914 ebenda) war ein Schweizer Bildhauer.

## Leben und Werk
Louis Wethli war der Sohn eines Steinmetzen und lernte seinen Beruf im elterlichen Betrieb. Als er kaum zwanzigjährig war, verstarb sein Vater, und er musste das Geschäft übernehmen. Von 1860 bis 1864 studierte er an der ETH Zürich Bildhauerei.
Vom Architekten Albert Meyer (1845–1903) liess Wethli für sich und seine Familie am Zeltweg 62 ein Wohn- und Geschäftshaus bauen. Wethli war der Vater von Louis Wethli junior (1867–1940), der ebenfalls Bildhauer wurde und Grabdenkmäler schuf. Der Bildhauer Julius Schwyzer (1876–1929) ging für drei Jahre bei Wethli in die Lehre.
Wethli lieferte seine von ihm gestalteten Grabsteine nicht nur innerhalb Zürichs und in weite Teile der Schweiz, sondern auch ins Ausland. Einige seriell gefertigte Marmorfiguren auf dem Friedhof Wolfgottesacker in Basel stammen aus seiner Werkstatt.

## Werke
- Polendenkmal nach dem Entwurf von Ferdinand Stadler, Schloss Rapperswil, 1868.
- Schlachtendenkmal auf dem Zürichberg, 1899.
- Grabdenkmal für Conrad Ferdinand Meyer, Kilchberg, 1899.

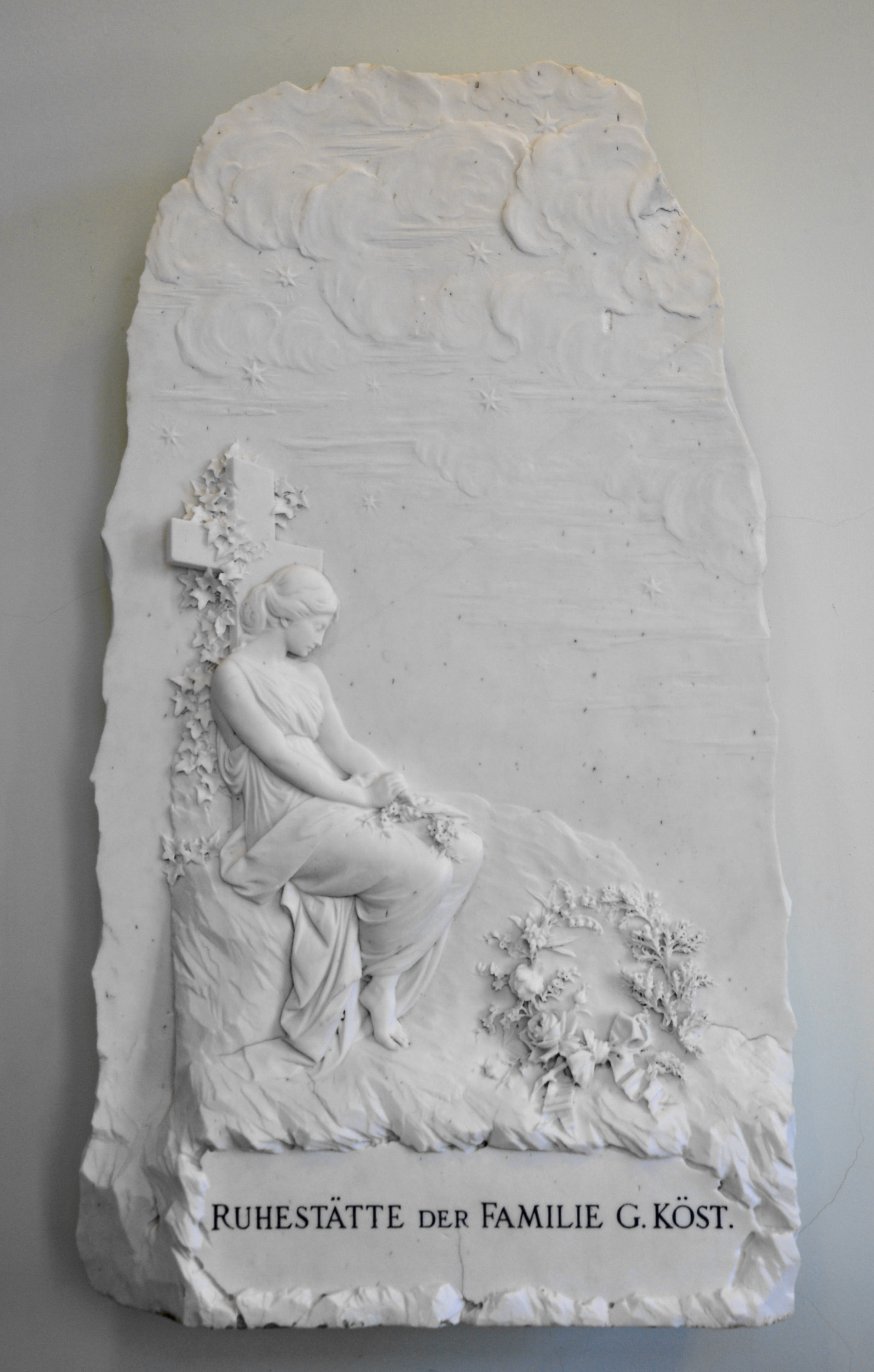
Hauptfriedhof von Ravensburg, Grabstein aus Carrara-Marmor
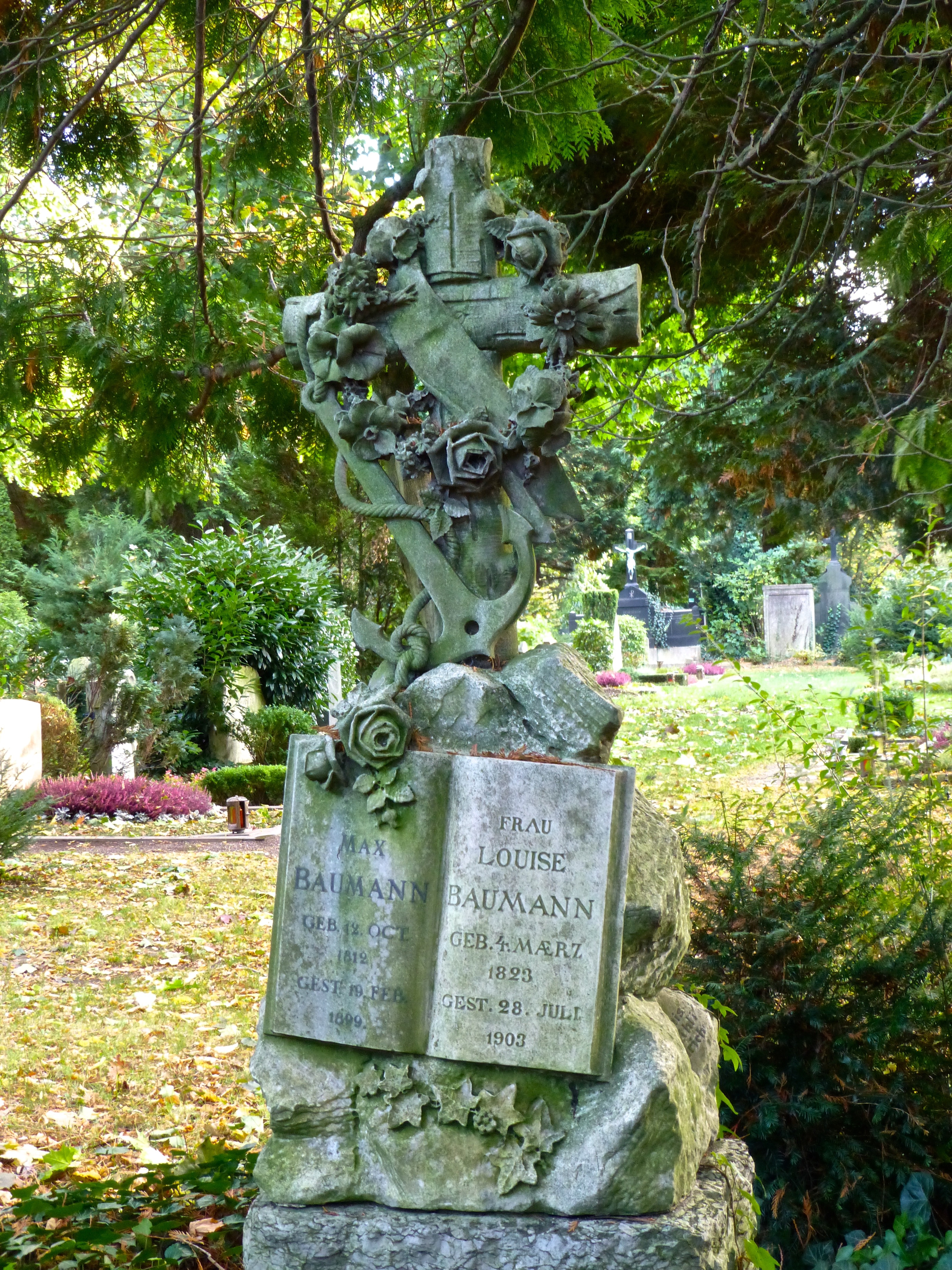
Friedhof Melaten, Köln
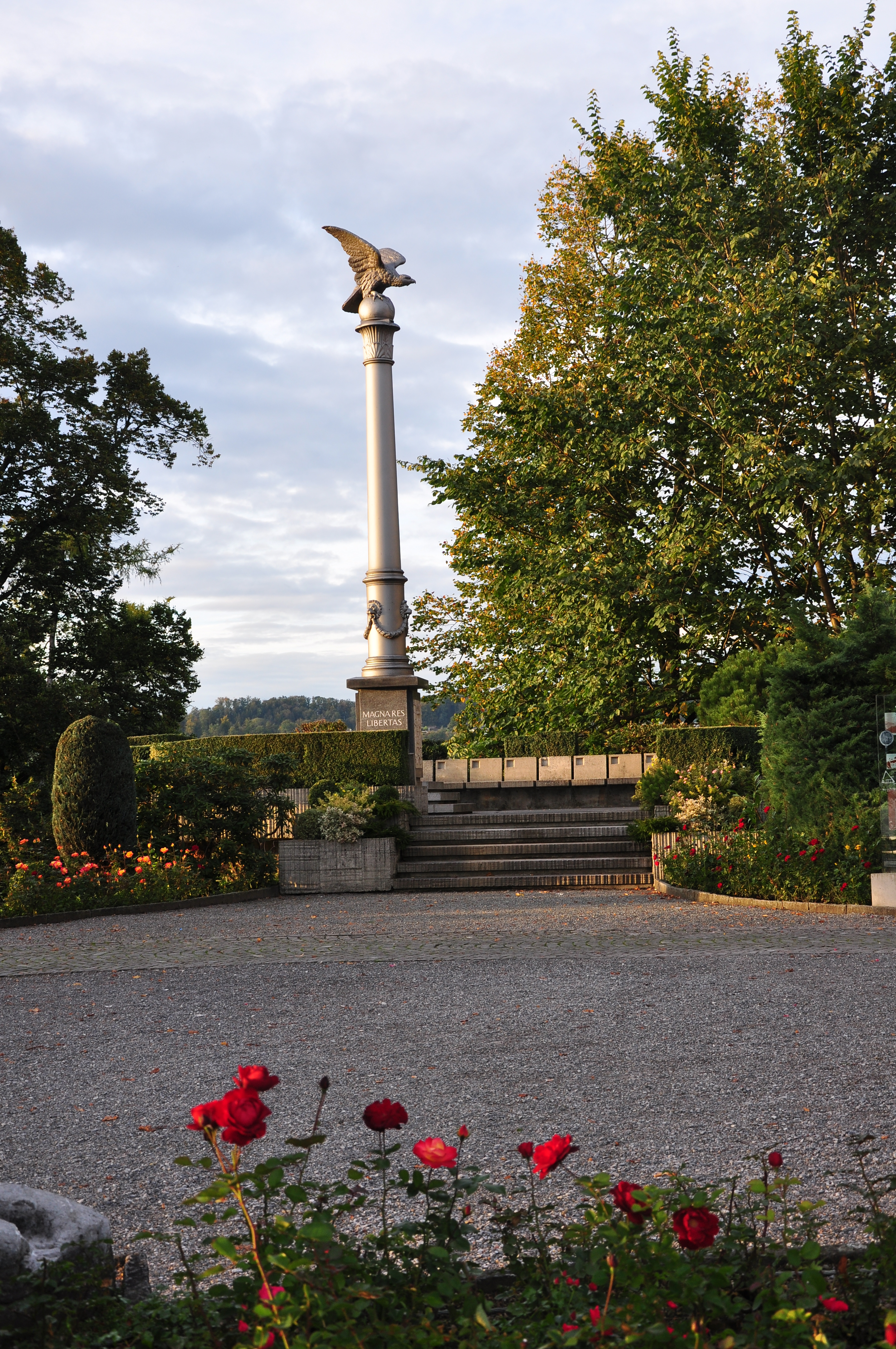
Polendenkmal, Schloss Rapperswil
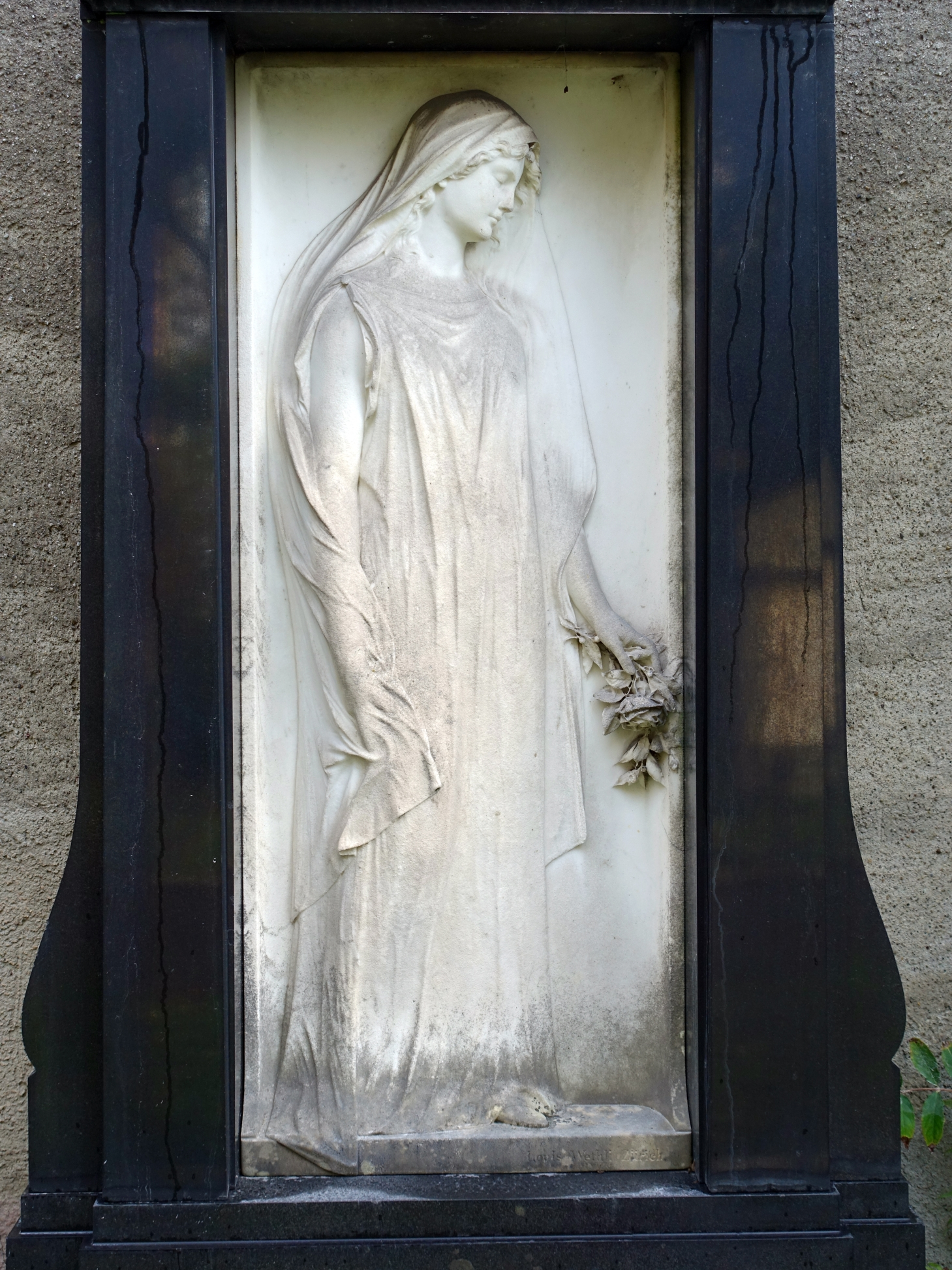
Friedhof Wolfgottesacker, Basel
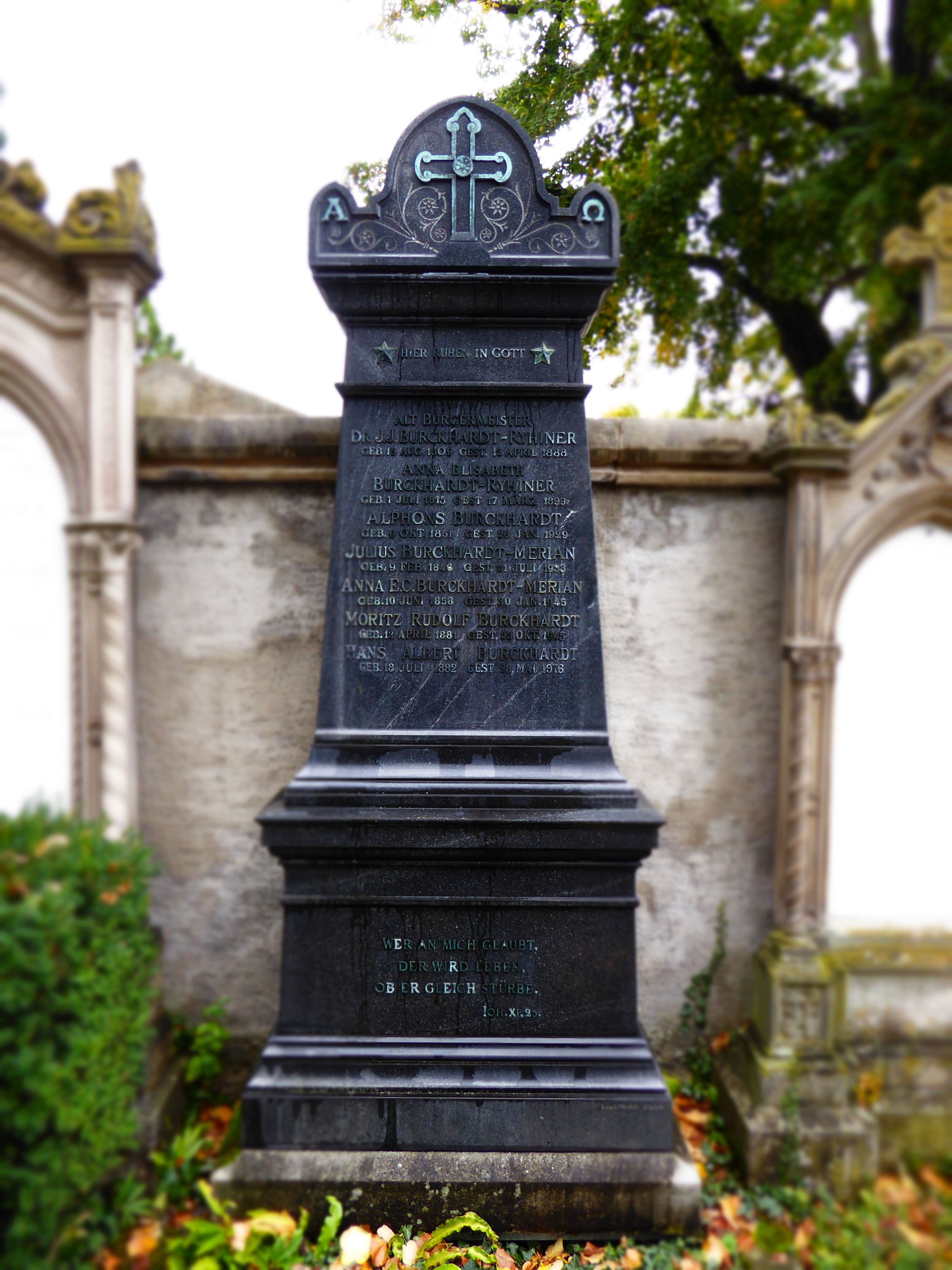
Friedhof Wolfgottesacker, Basel